# The Snow Queen (2013)
The Snow Queen ist ein amerikanischer Märchen- und Science-Fiction-Film von Rene Perez aus dem Jahr 2013. Er beruht lose auf dem gleichnamigen Märchen „Die Schneekönigin“ von Hans Christian Andersen, verbindet dabei jedoch eine im Mittelalter spielende Handlung mit einer in der Zukunft.

## Handlung
Der Film spielt in zwei verschiedenen Zeiten, die jeweils eigene Handlungsabfolgen aufweisen, die auch später nicht ineinander übergehen und immer wechselnd gezeigt werden:

### Gerda und Kay
Der Film beginnt im Mittelalter, wo die junge Gerda durch den verschneiten Wald geht und von ihrem im Krieg getötet geglaubten Verlobten und Ritter Kay überrascht wird. Während sie sich küssen, werden sie von der Schneekönigin beobachtet, die hinzutritt und Kay entführt. Gerda bleibt zurück und verfolgt die Fußspuren der Schneekönigin, um sie aufzuhalten belebt die Schneekönigin einen erfrorenen Ritter und beauftragt ihn, Gerda zu jagen. Gerda kann dem Untoten entkommen, der die Schneeflächen nicht verlassen kann. Kurze Zeit darauf kauft Gerda auf einem Turnier ein Schwert und will die Schneekönigin jagen und ihren Verlobten befreien. Sie trifft auf Bruder Liolinus, der ihr offenbart, dass Kay bei der Schneekönigin ist, die sich von seiner Liebe zu Gerda ernährt, und er warnt Gerda davor, ihn zu suchen. Als sie mit Liolinus Helfer Bruder Richard weggeht, erklärt dieser ihr, dass sie das Böse bekämpfen solle und erzählt ihr von dem Eingang zum Reich der Königin. Er mahnt sie jedoch, sie erst im Sommer anzugreifen. Im Sommer dringt Gerda durch einen Wasserfall in das Reich der Schneekönigin und in ein Schloss ein, in dem ihr Verlobter Kay in verwandelter, dämonenhafter Form lebt. Dieser bemerkt sie und verfolgt sie, sie kann jedoch durch ein Zeitportal fliehen und gelangt so in die Zukunftswelt, wo sie auf die Schneekönigin trifft. Sie erklärt ihr, dass sie Kay in Form seiner Seele bei sich trägt und dass sie sich von Liebe ernährt. Sie greift Gerda an, tötet sie und ernährt sich auch von ihrer Liebe.

### Annika Hansen und Colonel Wagner
Der Parallelstrang spielt in einer nahen Zukunft, wo Professor Annika Hansen gemeinsam mit Kollegen Walter und Nichelle wissenschaftliche Untersuchungen in einem Sperrgebiet durchführt und dabei von Colonel Richard Wagner überrascht wird. Wagner ist auf der Suche nach Valtranz, einem Mann, der eine moderne Kampfausrüstung der Armee gestohlen hat. Bei einer Schießerei zwischen Valtranz und Wagner erscheint ein mittelalterlich gekleidetes Monster und lenkt Wagner ab. Valtranz nutzt die Chance und schießt auf Wagner, danach geht er mit dem Monster. Annika und Walter wollen nach dem Colonel sehen und finden ihn angeschossen auf dem Schnee. Er ist leicht verletzt und sie unterhalten sich über den Zweck der Forschung im Sperrgebiet. Anneke glaubt an ein biphasisches Wesen, das hinter einer Anomalie in dem Gebiet lebt und Energien von verliebten Menschen absorbiert. Die Forscher bringen Wagner in ihr Haus, wo Anneke ihn verarztet und sich beide über die Liebe unterhalten und feststellen, dass sie verliebt ineinander sind. Zwischenzeitlich erscheint die Schneekönigin und ruft ein weiteres dämonenhaftes Wesen zu Hilfe, die Nichelle angreift. Als es auch Anneke angreift, schießt Colonel Wagner auf das Wesen und es verschwindet. Colonel Wagner und die Forscher suchen weiter nach Valtranz, der unter dem Bann der Schneekönigin steht, und Wagner gelingt es, ihn zu stellen und zu töten. Daraufhin erscheint der dämonisierte Kay, dem sich Wagner ebenfalls stellt und Annika beschließt, die Anomalie zu finden und die Schneekönigin zu stellen. Gemeinsam mit Walter findet sie die Schneekönigin und ihr gelingt es, sie mit einer kleinen Pistole zu vertreiben. Nach dem Verschwinden der Schneekönigin kann Wagner auch Kay besiegen und Annika und Colonel Wagner fallen sich in die Arme.

## Hintergrund
Der Film wurde von iDiC Entertainment produziert. Der Film erschien im Jahr 2013 auf DVD.